# Dendrophryniscus stawiarskyi
Dendrophryniscus stawiarskyi es una especie de anfibios de la familia Bufonidae.
Es endémica de Brasil.
Su hábitat natural son los bosques secos tropicales o subtropicales.
Está amenazada de extinción.